# Expedito Eduardo de Oliveira
Expedito Eduardo de Oliveira (* 8. Januar 1910 in Pacatuba, Ceará, Brasilien; † 8. Mai 1983 in Patos, Paraíba) war ein brasilianischer Geistlicher und römisch-katholischer Bischof von Patos.

## Leben
Expedito Eduardo de Oliveira empfing am 30. November 1933 das Sakrament der  Priesterweihe für das Erzbistum Fortaleza.
Papst Pius XII. ernannte ihn am 1. Oktober 1953 zum Titularbischof von Barca und zum Weihbischof in Fortaleza. Die Bischofsweihe spendete ihm der Erzbischof von Fortaleza, Antônio de Almeida Lustosa SDB, am 13. Dezember desselben Jahres; Mitkonsekratoren waren der Bischof von Mossoró, Elizeu Simões Mendes, und der Bischof von Caetité, José Terceiro de Sousa.
Papst Johannes XXIII. ernannte ihn am 25. Februar 1959 zum ersten Bischof des einen Monat zuvor errichteten Bistums Patos. Die Amtseinführung durch den Apostolischen Nuntius in Brasilien, Erzbischof Armando Lombardi, fand am 12. Juli desselben Jahres statt.
Er nahm an der ersten und vierten Sitzungsperiode des Zweiten Vatikanischen Konzils als Konzilsvater teil. 1973 wurde er mit der Ehrenbürgerwürde des Staates Paraíba geehrt.
Expedito Eduardo de Oliveira starb an einem Herzinfarkt und wurde in der Kathedrale von Patos beigesetzt.